# Tomor (település)
Tomor község Borsod-Abaúj-Zemplén vármegyében, az Edelényi járásban.

## Fekvése
Szikszótól északra, Edelénytől keletre fekszik, a Vadász-patak mellett.
A legközelebbi települések: észak felől Lak, délkelet felől Monaj, nyugat felől pedig Hegymeg, melyekkel az Edelénytől Monajig húzódó 2616-os út köti össze; továbbá kelet felől Kupa, amely felől földúton érhető el. Határos még északkelet felől Felsővadásszal, délnyugat felől pedig Hangáccsal is, de ezekkel nincs közvetlen közúti kapcsolata.

## Története
A település már a kő- és bronzkorban is lakott terület. A község határában lévő Árpaszer nevű dűlőben ma is fellelhető a bronzkori temető néhány cserép darabja, melyek a föld művelése során kerültek a felszínre.
A község írásos emlékei a 13. századra nyúlnak vissza, amikor IV. Kun László király 1279-ben idáig is ott lakó Tomori családot vitézi és hadi tettei elismeréseként a várjobbágyságból nemesi rangra emelte, és Tomor falut neki adományozta. A község neve a régi írásokban Tomur, Tumor, Eles- és Alsó-Tomora néven szerepel. A család legkiemelkedőbb tagja és egyénisége Tomori Pál kalocsai érsek volt, aki az 1500-as évek elején kőfallal körülvett templomot építtetett. A templom az idők folyamán többször leégett, ma már csak egy része található meg eredetiként. Többszöri felújítás után 1936-ban a templomhoz kőből, téglából tornyot építettek. E torony egyediségével sajátos arculatot ad a templomnak és a községnek egyaránt.
Többnyire reformátusok lakták, de római- és görög- katolikus vallásúak is jelentős számban éltek a régi időkben. A településen egy tanerős, egy tantermes iskola működött.
Jelentősebb földbirtokosai voltak a Tomori, Rákóczi, Réghy, és Puky családok. Több kúria is volt a faluban. A Téglássy család kastélyából került kialakításra a  napközi otthonos óvoda, amely öt település óvodai nevelését biztosítja.
A falu életében jelentős szerepet játszik a megyei I. osztályú bajnokságban szereplő futballcsapat.
Ezen a településen 1999-től működik a Lőpálya, mely a vármegyei vadászvizsgák színtere. 2003-ban került átadásra az Aranyfácán fogadó, amely a falusi turizmus szolgálatában áll.
2003 őszén avatták a település új templomát, melyet Tomori Pál, a település szülöttének emlékére építettek a település lakói.
A templom melletti tér 2005-ben nyerte el végső formáját, ahová 2006 tavaszán felállították Tomori Pál bronz szobrát.
A községben működik a Rom Som alapítvány, amely a helyi és a környékbeli cigány lakosság oktatásának és munkához jutását segíti. 2007 májusában adták át az alapítvány iskoláját. Az alapítvány a Login Initiative programmal együttműködve WiFi hálózattal látta el a községet, így internethez juttatta azokat a cigányokat, akik a Digitális Középiskola hallgatói.

## Közélete

### Polgármesterei
- 1990–1994: Szilvai Attila (független)[4]
- 1994–1998: Szilvai Attila (független)[5]
- 1998–2002: Szilvai Attila (független)[6]
- 2002–2006: Szilvai Attila (független)[7]
- 2006–2010: Szilvai Attila (független)[8]
- 2010–2014: Szilvai Attila (független)[9]
- 2014–2019: Szilvai Attila (független)[10]
- 2019–2022: Szilvai Attila (független)[11]
- 2022–2024: Szilvai Szabolcs (független)[12]
- 2024– : Szilvai Szabolcs (független)[1]

A településen 2022. július 24-én időközi polgármester-választást kellett tartani, mert a korábbi polgármester április 30-án lemondott polgármesteri tisztségéről.

## Népesség
A település népességének változása:
| Lakosok száma | 225  | 234  | 234  | 222  | 212  | 210  | 208  |
|               | 2013 | 2014 | 2015 | 2021 | 2022 | 2023 | 2024 |

2001-ben a település lakosságának 97%-a magyar, 3%-a cigány nemzetiségűnek vallotta magát.
A 2011-es népszámlálás során a lakosok 90,4%-a magyarnak, 15,7% cigánynak, 0,4% szlováknak mondta magát (9,6% nem nyilatkozott; a kettős identitások miatt a végösszeg nagyobb lehet 100%-nál). A vallási megoszlás a következő volt: római katolikus 15,3%, református 34,5%, görögkatolikus 17,9%, felekezeten kívüli 3,5% (26,2% nem válaszolt).
2022-ben a lakosság 92%-a vallotta magát magyarnak, 25,9% cigánynak, 0,5% ruszinnak, 0,5% szlováknak, 0,5% egyéb, nem hazai nemzetiségűnek (8% nem nyilatkozott; a kettős identitások miatt a végösszeg nagyobb lehet 100%-nál). Vallásuk szerint 11,3% volt római katolikus, 27,8% református, 31,6% görög katolikus, 1,9% egyéb keresztény, 5,2% felekezeten kívüli (22,2% nem válaszolt).

## Nevezetességei
- Református templom
- Római katolikus templom
- Tomori Pál bronz szobra
- Rom Som Alapítványi Közösségi Ház
- Lőpálya
- Aranyfácán Vendégház
- Búza-kúria

## Külső hivatkozások
- Sélley Andrea: Tomor, Lak és vonzáskörzetük megismerése, fejlesztése Archiválva 2020. november 13-i dátummal a Wayback Machine-ben